# Bogusław Litwiniec
Bogusław Litwiniec (n. 1 noiembrie 1931, Ostroh, voievodatul Wołyń⁠(d), Polonia – d. 25 decembrie 2022, Wrocław, Polonia) a fost un regizor de teatru și om politic polonez.
Membru al Alianța Stânga Democrată⁠(d), a servit în Senatul Poloniei⁠(d) între 2001 și 2005 și în Parlamentul European din mai până în iulie 2004. 
Litwiniec a murit la Wrocław, pe 25 decembrie 2022, la vârsta de 91 de ani. 